# اقتصاد قطر
اقتصاد قطر یکی از ثروتمندترین کشورهای جهان بر اساس سرانه تولید ناخالص داخلی است که در میان داده‌های سال‌های ۲۰۱۵ و ۲۰۱۶ در رده‌های پنجم و هفتم جهانی قرار دارد که توسط بانک جهانی، سازمان ملل و صندوق بین‌المللی پول جمع‌آوری شده‌است.
نفت و گاز طبیعی سنگ بنای اقتصاد قطر است و بیش از ۷۰٪ از کل درآمد دولت، بیش از ۶۰٪ تولید ناخالص داخلی و تقریباً ۸۵٪ درآمد صادراتی را به خود اختصاص می‌دهد. قطر دارای سومین ذخیره بزرگ گاز طبیعی اثبات شده در جهان است و دومین صادر کننده گاز طبیعی است. قطر به دلیل اجرای چشم‌انداز قطر ۲۰۳۰ در تلاش برای تنوع بخشیدن به اقتصاد، به دنبال یافتن تعادلی بین اقتصاد مبتنی بر نفت و اقتصاد دانش محورتر است. قطر بهترین مدل برای تنوع اقتصادی در خلیج فارس و خاورمیانه محسوب می‌شود که یک فضای تجاری پایدار را تضمین می‌کند.
اقتصاد قطر یکی از قوی‌ترین اقتصادهای منطقه و یکی از آینده دارترین اقتصادهای جهان است. قطر نرخ رشد متعادلی را با وجود چالش‌های جهانی حفظ کرد، به طوری که تولید ناخالص داخلی قطر در سه‌ماهه سوم سال ۲۰۲۱ بیش از ۱۲ درصد نسبت به سه‌ماهه دوم همان سال افزایش یافت.
نفت و گاز طبیعی سنگ بنای اقتصاد قطر هستند و بیش از ۷۰ درصد از کل درآمد دولت را شکل می‌دهند. این کشور بزرگ‌ترین صادرکننده گاز طبیعی مایع (ال‌ان‌جی) در جهان است. درآمد خالص قطر از صادرات نفت و گاز در سال ۲۰۱۴ میلادی حدود ۳۸ میلیارد دلار برآورد شده‌است.درآمد بالای گاز یک ساختار رفاهی بی کم‌وکاست برای شهروندان قطری ایجاد کرده‌است. درآمد سرانه این کشور است این کشور با حدود ۱۳۰ هزار دلار آمریکا درآمد سرانه در سال، بالاترین را در جهان دارد.
قطر عضو سازمان کشورهای صادرکننده نفت (اوپک) و سومین کشور دارنده ذخایر گاز پس از ایران و روسیه است. ذخیره گاز آن، برای ۲۰۰ سال آینده کافی تخمین زده شده‌است. اگر چه این کشور درآمدهای دیگر مانند گردشگری دارد.
تولید نفت این کشور کم و روزی نیم میلیون بشکه است. بیشتر مشتری‌های نفت و مواد پتروشیمی قطر، کشورهای آسیایی مانند ژاپن هستند.
قطر کشوری وابسته به واردات است. حدود نیمی از مواد خوراکی مصرفی از مرز زمینی با عربستان وارد می‌شود. اقتصاد قطر یکی از صنعتی‌ترین اقتصادهای حوزه خلیج فارس است. به گزارش مقامات اقتصادی ۸۱ درصد از اقتصاد قطر را صنعت ،۸/۱۸ درصد را بخش خدمات و ۲/۰ درصد راکشاورزی تشکیل می‌دهد.
واحد پول این کشور ریال قطر است. منبع درآمد ارزی کشور، صادرات نفت خام و گاز طبیعی است. تولید ناخالص داخلی این کشور ۳۵۳ میلیارد دلار است.

## بخش انرژی
قبل از ظهور صنعت بنزین، قطر یک کشور بر پایه صید مروارید بود. اکتشاف چاهای نفت و گاز در سال ۱۹۳۹ آغاز شد. در سال ۱۹۷۳، تولید و درآمد نفت به طرز چشمگیری افزایش یافت، و قطر را از رده فقیرترین کشورهای جهان خارج کرد و یکی از بالاترین درآمد سرانه در جهان را برای آن فراهم کرد.

## صنعت

### انرژی
دولت صنعت را بخشی جدایی ناپذیر از برنامه خود برای تنوع بخشیدن به اقتصاد و به حداکثر رساندن ذخایر عظیم گاز طبیعی خود می‌داند که به عنوان ماده اولیه برای این بخش است. صنایع قطر (IQ)، تولیدکننده محصولات پتروشیمی، کودها و فولاد، و یک نیروگاه منطقه ای است و تنها شرکت فراورده‌های بنیادی عربستان سعودی (SABIC)، بزرگ‌ترین تولیدکننده مواد شیمیایی خاورمیانه از آن فراتر رفته‌است. در سال ۲۰۰۷، بخش تولید سومین سهم از تولید ناخالص داخلی را در بین بخشهای غیرنفتی و گازی، معادل حدود ۷٫۵٪ تولید ناخالص داخلی را به خود اختصاص داده‌است.

### فولاد
قطر با میانگین تولید حدود ۲ میلیون تن فولاد خام در سال در این بازه زمانی، به‌طور میانگین ۴ درصد از تولیدات منطقه را به‌خود اختصاص داده است. تولید فولاد خام قطر استیل در سال ۲۰۱۶ حدود ۲ میلیون و ۵۰۰ هزار تن بود و بیش از ۹۰ درصد آن به صورت مستقیم در کارخانه میلگرد‌سازی قطر استیل، تبدیل به میلگرد ساختمانی شد.

### مد
مجموعه‌ای از استودیو‌ها، فضاهای کار مشترک و برنامه‌های رشد برای پرورش نسل جوان و آینده طراحان است. برای قطر که می‌خواهد به اقتصادی دانش‌بنیان تبدیل شود، این قدم حیاتی است.

## حمل و نقل و زیرساخت
قطر برای جام جهانی فوتبال ۲۰۲۲، سرمایه‌گذاری‌های زیرساختی بزرگی برای ساخت یک سیستم متروی مدرن، گسترش فرودگاه‌های خود، و ساخت بنادر، جاده‌ها، سیستم‌های ریلی، هتل‌ها و برج‌های آپارتمانی جدید انجام داد. این یک فضای کسب و کار مساعد ایجاد کرده و به عنوان یک کاتالیزور برای دستیابی به اهداف بزرگتر با سرعت بیشتر عمل خواهد کرد.

## گردشگری

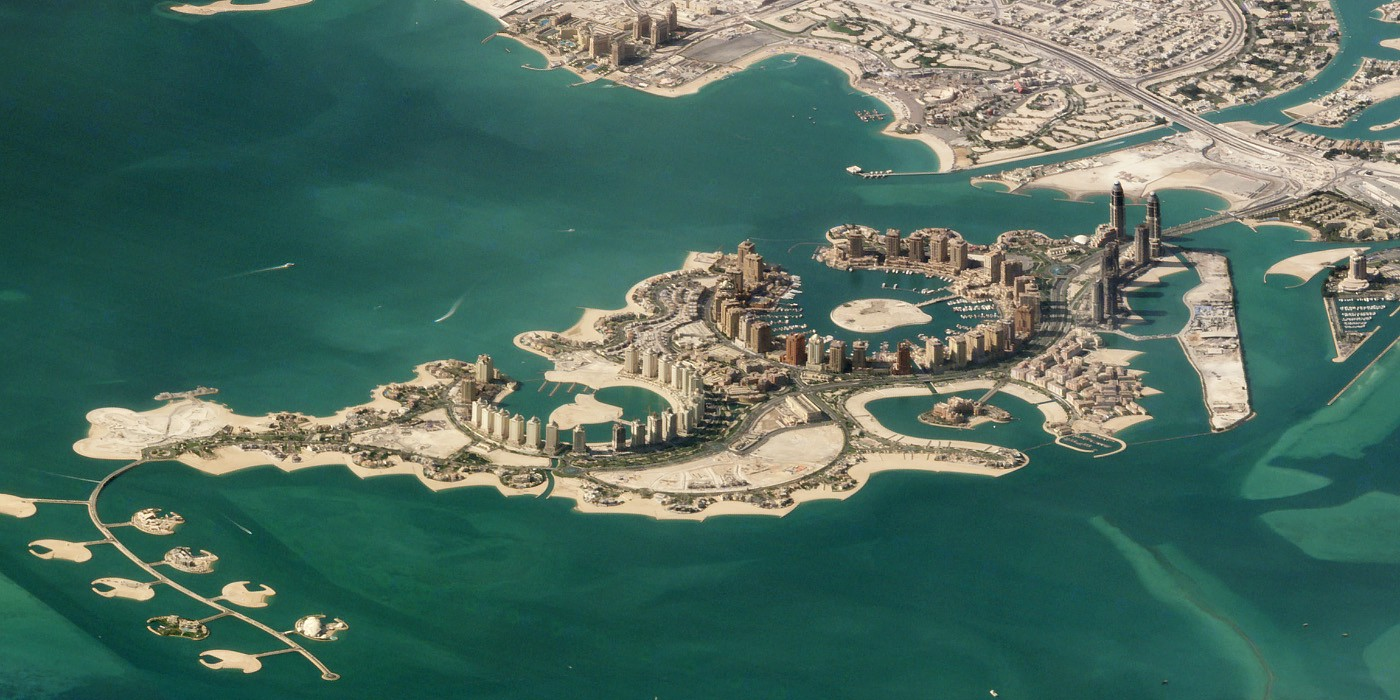
مروارید قطر

براساس برنامه بلندپروازانه توسعه پنج ساله سازمان گردشگری و نمایشگاه‌های قطر (QTEA)، دولت قصد داشت تا سال ۲۰۱۰ تعداد بازدیدکنندگان را از ۹۶۴٬۰۰۰ از سال ۲۰۰۷ به ۱٫۵ میلیون نفر برساند. بودجه مورد نیاز برای تحقق این هدف در مقادیر کافی موجود بود. در سال ۲۰۰۸، دولت در حدود ۱۷ میلیارد دلار برای توسعه گردشگری اختصاص داده بود، که بیشتر آنها به هتل‌ها، فضای نمایشگاه و زیرساخت‌ها اختصاص یافت. به منظور پیگیری روزافزون بازدید کنندگان، دولت هدف خود را برای افزایش ظرفیت هتل تا افزایش ۴۰۰ درصد تعیین کرده‌است. جنبه اصلی برنامه‌های توسعه فرودگاه بین‌المللی حمد است که با اتمام مرحله اول در سال ۲۰۱۲ ظرفیت آن گنجایش حداکثر ۲۴ میلیون مسافر را دارد. قطر ایرویز یک شرکت هواپیمایی متعلق به دولت قطر است که در سال ۱۹۹۳ تأسیس شد. این شرکت به بیش از صد مقصد سفر می‌کند. فرودگاه بین‌المللی حمد واقع در دوحه، قطب اصلی این کشور است و ۴۱ شرکت هواپیمایی را به ۱۱۶ مقصد متصل می‌کند و با امکانات پیشرفته و خدمات سطح بالا، اغلب به عنوان بهترین فرودگاه‌های جهان رتبه‌بندی می‌شود. قطر سرمایه‌گذاری‌های زیادی در این بخش به‌ویژه در هتل‌ها، مراکز خرید و فضاهای تفریحی انجام گرفته است. بسیاری از گردشگران از کشورهای مختلف مانند امارات، مصر، روسیه، سوئیس، انگلستان، عربستان‌سعودی، آلمان، ایالات متحده آمریکا و فرانسه به قطر سفر می‌کنند.

دیگر بخش‌های گردشگری که تمرکز ویژه‌ای دارند عبارتند از گردشگری فرهنگی به دلیل افتتاح، موزه ملی قطر، دهکده فرهنگی کتارا و موزه هنر اسلامی دوحه و پروژه های گردشگری ورزشی مانند آکادمی اسپایر، برج اسپایر که در ابتدا توسط بازی‌های آسیایی که قطر میزبان آن در سال ۲۰۰۶ بود، تشویق شد. صنعت گردشگری قطر با میزبانی از نزدیک به ۶ میلیون بازدیدکننده در سال ۲۰۲۴ به رکورد جدیدی در جذب گردشگر دست یافت. در همین سال قطر از طریق سرمایه‌گذاری‌های استراتژیک، ورود بدون ویزا و استراتژی بلندپروازانه گردشگری ۲۰۳۰ عملکرد بهتری از عربستان سعودی و امارات داشته است و موقعیت خود را به عنوان یک رهبر گردشگری جهانی تثبیت کرده است.

## کشاورزی
دولت قطر اهمیت و توجه بسیار زیادی را نسبت به بخش کشاورزی دارد، زیرا که دستیابی به امنیت غذایی منوط به این بخش است ، از این رو سعی دارد تا با هدف رسیدن به بالاترین درصد ممکن از خودکفایی، از بخش کشاورزی حمایت و پشتیبانی نماید. تعداد مزارع فعال و عملیاتی با ۱۲.۸ درصد رشد از ۸۲۲ در ۲۰۱۰ به ۹۱۶ در ۲۰۱۷ افزایش یافته، اگرچه تعداد مزارع ثبت شده در کشور افزایش ۲.۷ درصدی را در مدت مشابه نشان می دهد. مزارع فعال شامل تولیدات گیاهی با کشت و کار گلخانه ای و دامداری می باشند. مزارع کوچک (کمتر از ۲۰ هکتار) معمولاً به تقاضای بازار محلی متمرکز هستند، در حالی که مزارع متوسط (۲۰ تا ۱۰۰ هکتار) و مزارع بزرگ (بیش از ۱۰۰ هکتار) نیز محصولاتی مانند خرما، غلات، تخم مرغ، شیر و فرآورده های شیر را به کشورهای همسایه که بازارهای دیگر مانند اروپا را هدف قرار می دهند، صادر می کنند.
در ماه اکتبر سال ۲۰۲۳ تمیم بن حمد آل ثانی امیر قطر نمایشگاه اکسپو باغبانی ۲۰۲۴ را در دوحه افتتاح کرد که بر چهار اصل از جمله کشاورزی نوین، تکنولوژی و ابتکار، آگاهی زیست محیطی و پایداری مبتنی است. قطر در راه رسیدن به اهداف بلندپروازانه خودکفایی غذایی برای سال ۲۰۲۳ است. با در نظر گرفتن این موضوع، تولید عسل در چند سال گذشته افزایش یافته است و زنبورهای محلی و عسل، موم و بره موم آنها اکنون بیش از هر زمان دیگری محبوب هستند.

## تعمیر کشتی
قطر جزو هفت کشور مجموعه یاردهای تعمیر کشتی در جهان است.

## مالیات
اقتصاد قطر بر درآمد شخصی مالیات نمی‌گیرد و مالیات فروش عمومی نیز ندارد. شرکت‌های خارجی (به استثنای شرکت‌های متعلق به اعضای شورای همکاری خلیج‌فارس [GCC]) مشمول مالیات هستند، اما این مبلغ کمتر از یک دوازدهم درآمد دولت است. در قطر، به‌عنوان یک ویژگی منحصربه‌فرد، هیچ‌گونه مالیات درآمدی برای افراد حقیقی تعیین نشده است. افراد می‌توانند درآمدهای خود را به‌صورت کامل و بدون کسر هیچ‌گونه مالیاتی دریافت کنند.

## هوش مصنوعی
قطر با سرمایه‌گذاری در حوزه هوش مصنوعی به دنبال تقویت اقتصاد خود است و پیش‌بینی شده که این فناوری تا سال ۲۰۳۰، موجب افزایش ۵ میلیارد دلاری در رشد ناخالص داخلی این کشور شود.